# آلاباما شیکس
آلاباما شیکس (به انگلیسی: Alabama Shakes) گروه موسیقی راک و بلوز آمریکایی است. این گروه در سال ۲۰۰۹ با اعضای اولیه، بریتنی هوارد، زک کاکرول، استیو جانسون و هیس فاگ شکل گرفت. نام اولیه گروه د شیکس (به انگلیسی: The Shakes) بود. ترانه‌های آنها به ترانه‌های بلک کیز، دیتروت کبراز و درایوبای تراکرز شباهت دارد. در سپتامبر ۲۰۱۱ این گروه آلبومی چند آهنگه هم نام با گروه خود منتشر کردند. آلبوم کامل آن‌ها در سال ۲۰۱۲، با نام پسران و دختران منتشر شد. این آلبوم در جدول پرفروش‌ترین آلبوم‌ها تا رتبهٔ ششم بالا آمد و برای گروه سه نامزدی جایزهٔ گرمی، یکی بهترین ترانه‌سرای جدید و دیگری بهترین ترانهٔ راک، در کنار بهترین آلبوم به ارمغان آورد. آلاباما شیکس، آلبوم بعدی خود، صدا و رنگ را با سه سال تأخیر در سال ۲۰۱۵ روانهٔ بازار کرد. این آلبوم در بدو فروش در صدر پرفروش‌ترین آلبوم‌ها قرار گرفت و بسیار مورد تحسین قرار گرفت.

## آلبوم‌ها
- آلاباما شیکس ۲۰۱۱
- دختران و پسران ۲۰۱۲
- صدا و رنگ ۲۰۱۵

## جوایز
| سال  | نامزدی / اثر                      | جایزه                         | نتیجه     |
| ---- | --------------------------------- | ----------------------------- | --------- |
| ۲۰۱۳ | —                                 | بهترین ترانه‌سرای تازه‌وارد     | نامزدشده  |
| ۲۰۱۳ | "صبر کن"                          | بهترین ترانه راک              | نامزدشده  |
| ۲۰۱۴ | "همیشه خوبم"                      | بهترین ترانه راک              | نامزدشده  |
| ۲۰۱۶ | "نمی‌خواهم بجنگم"                  | بهترین ترانه راک              | برنده     |
| ۲۰۱۶ | "نمی‌خواهم بجنگم"                  | اجرای ترانه راک               | برنده     |
| ۲۰۱۶ | صدا و رنگ                         | بهترین آلبوم سال              | نامزدشده  |
| ۲۰۱۶ | صدا و رنگ                         | بهترین آلبوم موسیقی آلترناتیو | برنده     |
| ۲۰۱۷ | "جو" (زنده از کرانه‌های شهر آستین) | بهترین اجرای راک              | در انتظار |